# Takeda Nobuchika
Takeda Nobuchika (japanisch 武田 信親; * 1541; † 1582) war ein Sohn von Takeda Shingen.
Er wurde blind geboren und konnte deshalb kein Erbe des Takedaklans werden. Daher nannte ihn sein Vater Takeda Shingen Unno Nobuchika (海野 信親), was ihn zu einem Anhänger dieses Klans der Shinano-Provinz machte, und Shingens Einfluss dorthin verstärkte. Bei Einmarsch von Oda Nobunaga 1582 nach der Niederlage der Takeda in der Schlacht von Nagashino starb er durch Suizid, in dem er Gift schluckte.
Nach der Übernahme der Verwaltung durch den ersten Shōgun und letzten der drei Reichseiniger, Tokugawa Ieyasu, wurden die Gräber der Takeda unter Schutz gestellt und Nobuchikas Sohn Nobumitsu soll persönlich auf Befehl Ieyasus beschützt worden sein. 

## Familie
- Vater: Takeda Shingen
- Brüder:
  - Takeda Katsuyori
  - Takeda Yoshinobu (1538–19. November 1567)
  - Takeda Harukiyo
- Sohn: Takeda Nobumichi